# Lovisa Skoglund
Lovisa Skoglund är en svensk före detta triathlet som var aktiv mellan åren 1986 och 1993. Hon tävlade för Skövde Triathlonklubb under sin aktiva karriär, och vann SM på medeldistans 1991 och 1992 samt genomförde 1993 en Ironman (3800 m simning, 180 km cykel, 42 km löpning) på tiden 11.22 i Roth, Tyskland.